# Rhinotyphlops scortecci
Rhinotyphlopsa scortecci är en ormart som beskrevs av Gans och Laurent 1965. Rhinotyphlops scortecci ingår i släktet Rhinotyphlops och familjen maskormar. Inga underarter finns listade i Catalogue of Life.
Arten förekommer i Somalia i landskapet Benadir. Honor lägger ägg.